# Sheldon Adelson
Sheldon Gary Adelson (ur. 4 sierpnia 1933 w Bostonie, zm. 11 stycznia 2021 w Las Vegas) – amerykański przedsiębiorca pochodzenia żydowskiego, założyciel, prezes oraz dyrektor generalny Las Vegas Sands Corporation, największej sieci kasyn w Stanach Zjednoczonych.
Rodzice Adelsona pochodzili z Europy. Matka Sarah Tonkin z terenów dzisiejszej Ukrainy, a ojciec Arthur Adelson z Litwy. Sheldon pierwsze biznesy zaczął robić jeszcze jako 12-latek. Za 200 USD pożyczone od wujka kupił licencję na sprzedaż gazet. Handlował nimi na ulicy Bostonu. Potem raz jeszcze pomógł mu wujek Al, który wyłożył 10 tys. USD na zakup kilku automatów z cukierkami. Pierwszy milion dolarów zarobił na sprzedaży kredytów hipotecznych, w 1969 roku stracił jednak większość majątku i znalazł się na granicy bankructwa, ponieważ zainwestował w akcje, a na giełdzie doszło do krachu. W 1979 roku stworzył jedne z pierwszych w historii targów komputerowych o nazwie „Computer Dealers Exposition” (Comdex). W pierwszych targach wzięło udział 4000 osób, w kolejnych latach wraz ze wzrostem popularności komputerów osobistych wydarzenie stało się bardzo popularne i przyciągało nawet 200 tys. osób. W 1995 roku sprzedał firmę organizującą targi za 800 mln USD, a nabywcą był Softbank. W 1989 roku zakupił hotel Sands w Las Vegas, w 1996 roku zburzył budynek i w jego miejscu zbudował nowy luksusowy hotel o nazwie The Venetian; koszt inwestycji wyniósł 1,8 mld USD.
W 2016 roku redakcja amerykańskiego czasopisma biznesowego „Forbes” umieściła Adelsona na 22. pozycji na świecie pod względem posiadanego majątku, który wyceniano na 25,2 mld USD. W 2019 roku w zestawieniu tego samego czasopisma zajął już 17. miejsce z majątkiem szacowanym na sumę 34,5 mld USD.

## Działalność polityczna
Sponsorował kampanie wyborcze Partii Republikańskiej, a także prezydenckie kampanie wyborcze Donalda Trumpa w 2016 i 2020 roku jako jego największy donator, w 2016 roku przeznaczył na donacje dla republikanów 82 mln USD, a w 2020 roku rekordową sumę 212 mln USD. W Izraelu finansował gazetę, która mocno wspierała politycznie Benjamina Netanjahu. Wypowiadał się jako zwolennik użycia broni jądrowej przeciw Iranowi. Był zdecydowanym przeciwnikiem legalizacji marihuany.